# Zhang Binbin
Zhang Binbin (张彬彬S; Eggenfelden, 23 febbraio 1989) è una tiratrice a segno cinese.

## Carriera
Ha partecipato alla carabina 50 metri 3 posizioni nelle Olimpiadi di Rio de Janeiro 2016, dove ha conquistato la medaglia d'argento alle spalle della tedesca Barbara Engleder.

## Palmarès
- Olimpiadi

Rio de Janeiro 2016: argento nella carabina 50 metri 3 posizioni.